# Johanna Nacken
Johanna Nacken (* 1896; †  1963) war eine deutsche Kunst- und Werklehrerin sowie Sozialpädagogin, die 1934 nach England emigrierte und dort zu den führenden Persönlichkeiten der Stoatley Rough School zählte, einer der zahlreichen von deutschen Pädagogen in Großbritannien gegründeten Schulen im Exil. Nach dem Zweiten Weltkrieg kehrte sie nach Deutschland zurück, zuerst an die Odenwaldschule, und ab 1950 an die sozial- und heilpädagogische Einrichtung Immenhof in der Lüneburger Heide.

## Leben
Ende der 1920er Jahre lernten sich in Berlin Eleonore Astfalck und Johanna Nacken kennen. Damit nahm eine vierzigjährige Lebens- und Arbeitsgemeinschaft ihren Anfang, die die beiden Frauen zusammen mit Hilde Lion auch in die Emigration und zum gemeinsamen Aufbau der Stoatley Rough School führte. Während es nicht besonders schwierig ist, biografische Daten über Astfalck, Lion oder Emmy Wolff und Luise Leven zu finden, die alle zu den „The Five Principal Teachers at Stoatley Rough“ zählen, ist über Johanna Nacken wenig bekannt. Es scheint, dass ihr aufgrund ihrer engen Beziehung zu Eleonore Astfalck allenfalls die Rolle der „Frau an ihrer Seite“ zugebilligt wird.
Johanna Nacken war die Tochter eines protestantischen Pfarrers gewesen, habe aber selber religiösen Fragen nicht nahegestanden. Als junges Mädchen schloss sie sich der Jugendbewegung an und spielte Gitarre. Während der Inflation der frühen 1920er Jahre arbeitete sie in einer Bank und ging dann für einige Zeit nach Kanada, um sich um einen kranken Freund zu kümmern.
An der Kunsthochschule Kassel studierte Johanna Nacken Kunstgeschichte, Zeichnen, angewandte Kunst und Kunsthandwerk. Sie arbeitete danach als Werklehrerin in der Jugendleiter- und Kindergärtnerinnenausbildung beim Verein Jugendheim in Berlin-Charlottenburg. Hier lernte sie auch Eleonore Astfalck kennen, woraus dann die schon erwähnte jahrzehntelange Lebenspartnerschaft entstand.
Für ein Jahr unterbrach Nacken ihre Tätigkeit beim „Verein Jugendheim“, um sich am Pestalozzi-Fröbel-Haus kunsthandwerklich weiterzubilden. Sie kehrte danach zum „Verein Jugendheim“ zurück und übernahm die Leitung der Jugendleiter-Ausbildung. An der von Alice Salomon gegründeten Deutschen Akademie für soziale und pädagogische Frauenarbeit lehrte sie zusätzlich im Fach Sozialarbeit.
Ob auch Nacken Repressionen durch die Nazis zu erwarten hatte, ist nicht überliefert. Sie schloss sich aber ihrer Partnerin Eleonore Astfalck an und emigrierte wie diese im Frühjahr 1934 nach England, wo sie Werklehrerin an der Stoatley Rough School wurde.
Nacken kümmerte sich an der Schule nebenher um die praktischen Probleme des Alltags und war bis 1945 auch die Buchhalterin der Schule. In seinen Erinnerungen an seine Schulzeit an der Stoatley Rough School beschreibt der aus Kassel stammende spätere Bostoner Anwalt Hans Loeser Johanna Nacken und ihre Lebenspartnerin Eleonore Astfalck als das praktischere Gespann innerhalb der „Principal Teachers“; sie waren für ihn der Gegenpol zu den intellektuellen Frauen Lion und Wolff. Was er gleichwohl allen von ihnen zugutehält, ist, dass sie als idealistische, aber praktische Menschen verstanden hatten, dass ihre Hilfe für Flüchtlingskindern ihr wirksamster Protest gegen das war, was damals in Deutschland geschah. An anderer Stelle beschreibt Loeser Eleonore Astfalck und Johanna Nacken liebevoll als „Miss-Astfalck-and-Miss-Nacken (a twosome that, as I soon understood, was more than the sum of one plus one)“, die viel zu seiner eigenen Persönlichkeitsentwicklung beigetragen hätten.
1946 kehrten Johanna Nacken und Eleonore Astfalck nach Deutschland zurück. Beide waren zunächst an der Odenwaldschule tätig und übernahmen dann ab 1950 den Aufbau des Immenhofs in der Lüneburger Heide.
Informationen über ihren weiteren Lebensweg liegen nicht vor. Sie ist, obwohl nur vier Jahre älter als Eleonore Astfalck, noch vor deren Pensionierung und dem damit verbundenen Abschied vom „Immenhof“ verstorben.